# Cratere 8 Homeward
8 Homeward è un cratere lunare di 12,52 km situato nella parte sud-occidentale della faccia nascosta della Luna.